# Ameritech Cup 1986
L'Ameritech Cup 1986 è stato un torneo femminile di tennis giocato sul sintetico indoor. È stata la 15ª edizione del torneo, che fa parte del Virginia Slims World Championship Series 1986. Si è giocato a Chicago negli USA, dal 10 al 16 novembre 1986.

## Campionesse

### Singolare
Martina Navrátilová ha battuto in finale  Hana Mandlíková con il punteggio di 7–5, 7–5

### Doppio
Claudia Kohde Kilsch /  Helena Suková hanno battuto in finale  Steffi Graf /  Gabriela Sabatini con il punteggio di 6–7, 7–6, 6–3